# نبتة ورقية فجرية
النبتة الورقية الفجرية أو النبتة حقيقية الأوراق (الاسم العلمي:†Eophyllophyton) هي جنس من النباتات الوعائية المنقرضة تتبع رتبة ثلاثيات الشدف. وهي أقدم نبات معروف له أوراق شجرية. وضع هاو (أحد مؤلفي التصنيف الأصليين) وزو في عام 2013 هذا الجنس في طائفة جديدة النباتات الورقية الفجرية (Eophyllophytopsida) التي تعتبر سلالة منعزلة في حقيقيات الأوراق.